# Muhammad bin Salmán
Muhammad bin Salmán (arabsky محمد بن سلمان‎; * 31. srpna 1985 Džidda; často zkráceně MBS) je od svého jmenování v červnu 2017 korunním princem Saúdské Arábie. Počátkem března 2019 byl svým otcem, saúdskoarabským králem Salmánem bin Abd al-Azízem, zbaven některých svých pravomocí. Od 27. září 2022 je saúdskoarabským premiérem.

## Životopis
Od dubna 2015 do června 2017 byl zástupcem korunního prince Mohameda bin Nájifa. Jeho otec jej jmenoval zástupcem korunního prince za života několika králových mladších bratrů, kteří podle tradice mohli očekávat své jmenování.
Mohamed bin Salmán byl rovněž ministrem obrany země; funkci převzal ve svých 29 letech, a stal se tak nejmladším ministrem obrany na světě. Je rovněž hlavou královského soudu. K jeho silné pozici přispívá i předsednická funkce ve Výboru pro ekonomické a rozvojové záležitosti, díky níž se zabývá také státní ropnou společností Saudi Aramco a její možnou privatizací.
Jako ministr obrany zahájil v roce 2015 vojenskou intervenci v Jemenu. Podle amerických tajných služeb nařídil vraždu saúdského novináře a kritika režimu Džamála Chášukdžího. Aby si pojistil svou moc, rozpoutal obří čistky mezi sáudskými elitami a v saúdské královské rodině. Někteří ze zatčených přistoupili na dohodu a odevzdali princovi část svého majetku.
Saúdská Arábie je dlouholetým spojencem Spojených států, ale od nástupu Joe Bidena do funkce amerického prezidenta se vztahy zhoršily.
Jako de facto vládce Saúdské Arábie princ bin Salmán začal prohlubovat ekonomickou a politickou spolupráci s Ruskem pod vedením Vladimira Putina, například v oblasti těžby ropy. V říjnu 2022 obvinily Spojené státy Saúdskou Arábií, že nátlakem na členské státy OPECu, aby snižovaly těžbu ropy a tím zvýšily její cenu, pomáhá Putinovi financovat válku na Ukrajině.
Saúdská Arábie pod vládou korunního prince bin Salmána porušuje lidská práva a provádí represivní politiku vůči všem odpůrcům režimu.